# 大野英治
大野 英治（おおの えいじ、1873年〈明治6年〉11月26日 - 1946年〈昭和21年〉1月19日は、大正・昭和戦前期にかけて活動した日本の銀行家・実業家である。岐阜の財界人として十六銀行頭取（第3代）や岐阜電気常務取締役などを務めた。

## 経歴
1873年（明治6年）11月26日、大野茂助の次男として岐阜県方県郡長良村（現・岐阜市）に生まれる。小学校を出ると父が営む長良川の回漕店を手伝うようになったが、鉄道輸送への転移で事業が不振となったため父が監査役として関わる岐阜米糸取引所へ移る。同社では理事長熊谷孫六郎に認められ支配人まで昇るも、1897年（明治30年）に辞職した。
取引所辞職後は繭問屋や郵便局の経営にあたったが、1900年（明治33年）になって取引所時代に知遇のあった6代岡本太右衛門に招かれ岡本が経営する濃厚銀行の支配人に就任した。1904年（明治37年）7月に濃厚銀行が岐阜の大手銀行十六銀行へと合併されると同社の小熊支店長へと転ずるが、同社支配人西郷金治と対立し間もなく辞任。その後は岡本が計画する水力発電計画に参加し、1907年（明治40年）1月、岐阜電気設立とともに支配人に就いた。以後、同社にて事業拡張期の経営にあたり、1916年（大正5年）6月同社取締役に選ばれ、1919年（大正8年）12月には常務取締役に就任した。
1921年（大正10年）1月、岐阜電気は名古屋市の名古屋電灯へと合併され消滅した。この頃、古巣の十六銀行では戦後恐慌による名古屋支店の不良債権問題が発生しており、大野は支店整理のため十六銀行復帰を請われた。その結果、大野は1921年7月十六銀行取締役に就任し、以後第一銀行の支援を得つつ経営再建にあたる。1922年（大正11年）11月に引責辞任した渡辺甚吉に代わって桑原善吉が新頭取となると、翌1923年（大正12年）1月大野はその下で常務取締役に就く。1927年（昭和2年）7月には副頭取制の実施で初代副頭取に移った
1927年12月十六銀行第2代頭取の桑原善吉が経営再建の完了と老齢のため引退すると、その後任として翌1928年（昭和3年）1月25日付で大野が第3代頭取に就任した。頭取就任後は名古屋支店整理以来続く堅実経営を堅持し金融恐慌に続く金融危機に備える方針を打ち出す。昭和恐慌の影響で放漫経営を続けていた競合銀行の蘇原銀行が1930年（昭和5年）12月に休業すると、十六銀行においても取り付け騒ぎが発生。次いで1932年（昭和7年）3月に明治銀行（名古屋）が休業すると岐阜県下の金融界にも影響が及んだが、十六銀行はこうした危機を適切な資金手当てと日本銀行・第一銀行の後援により乗り越えることができた。
昭和恐慌を乗り越えたのち、大野は1935年（昭和10年）10月7日付で十六銀行頭取の席を桑原善吉（旧名：真一、第2代頭取桑原善吉の子）に譲った。頭取辞任後も取締役に留まっていたが、病気のため1941年（昭和16年）5月にこれも辞任している。十六銀行では取締役辞任に伴い長年の功労を称え同年6月大野を相談役に推した。なお社外では頭取・取締役時代の1930年6月から1939年（昭和14年）6月にかけて揖斐川電気（現・イビデン）で監査役を務めたことがある。
1946年（昭和21年）1月19日に死去、72歳没。